# كارولين أوليفييه
كارولين أوليفييه هي متزحلقة حرة كندية، ولدت في 22 ديسمبر 1971 في كيبك في كندا.

## وصلات خارجية
- كارولين أوليفييه على موقع الاتحاد الدولي للتزلج (التزلج الحر) (الإنجليزية)
- كارولين أوليفييه على موقع أوليمبيديا (الإنجليزية)